# Mauricio el Tebano
San Mauricio Tebano (llamado Morris en inglés, Maurice en francés y Moritz en alemán) es un santo cristiano. Era el comandante de la legendaria Legión Tebana y murió martirizado a finales del siglo III. 
La Legión Tebana, integrada solo por cristianos procedentes de Egipto, recibió órdenes de partir hacia Galia para auxiliar al emperador Maximiano contra la revuelta bagauda. Aunque combatieron valientemente, rehusaron obedecer la orden imperial de perseguir a los cristianos, por lo que fueron diezmados. Al negarse por segunda vez, todos los integrantes de la Legión Tebana fueron ejecutados. El lugar en que supuestamente tuvieron lugar estos hechos, conocido como Agaunum, es ahora la sede de la abadía de Saint Maurice, en el cantón suizo de Valais.
Esta es la versión más antigua de la historia del martirio de la Legión Tebana, de acuerdo con la carta que Euquerio, obispo de Lyon (c. 434–450), dirigió al también obispo Salvio. En otras versiones varía la causa del martirio, y los legionarios son ejecutados por negarse a hacer sacrificios a los dioses romanos. 
La leyenda abunda en anacronismos: el castigo de la decimatio, por ejemplo, llevaba siglos en desuso en el siglo III (la última referencia conocida con anterioridad data de la época del emperador Galba, más de doscientos años antes). Por otro lado, antes de la época de Constantino, los cristianos generalmente evitaban servir en el ejército, y entre los soldados estaban más difundidos otros cultos, de procedencia oriental, como el mitraísmo o el culto de Isis, por lo que se hace difícil creer que pudiese existir una legión compuesta íntegramente por cristianos.

## Veneración

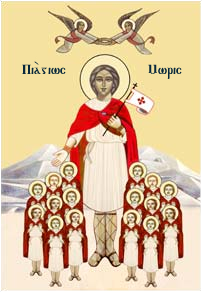
San Mauricio con los mártires de la Legión Tebana.

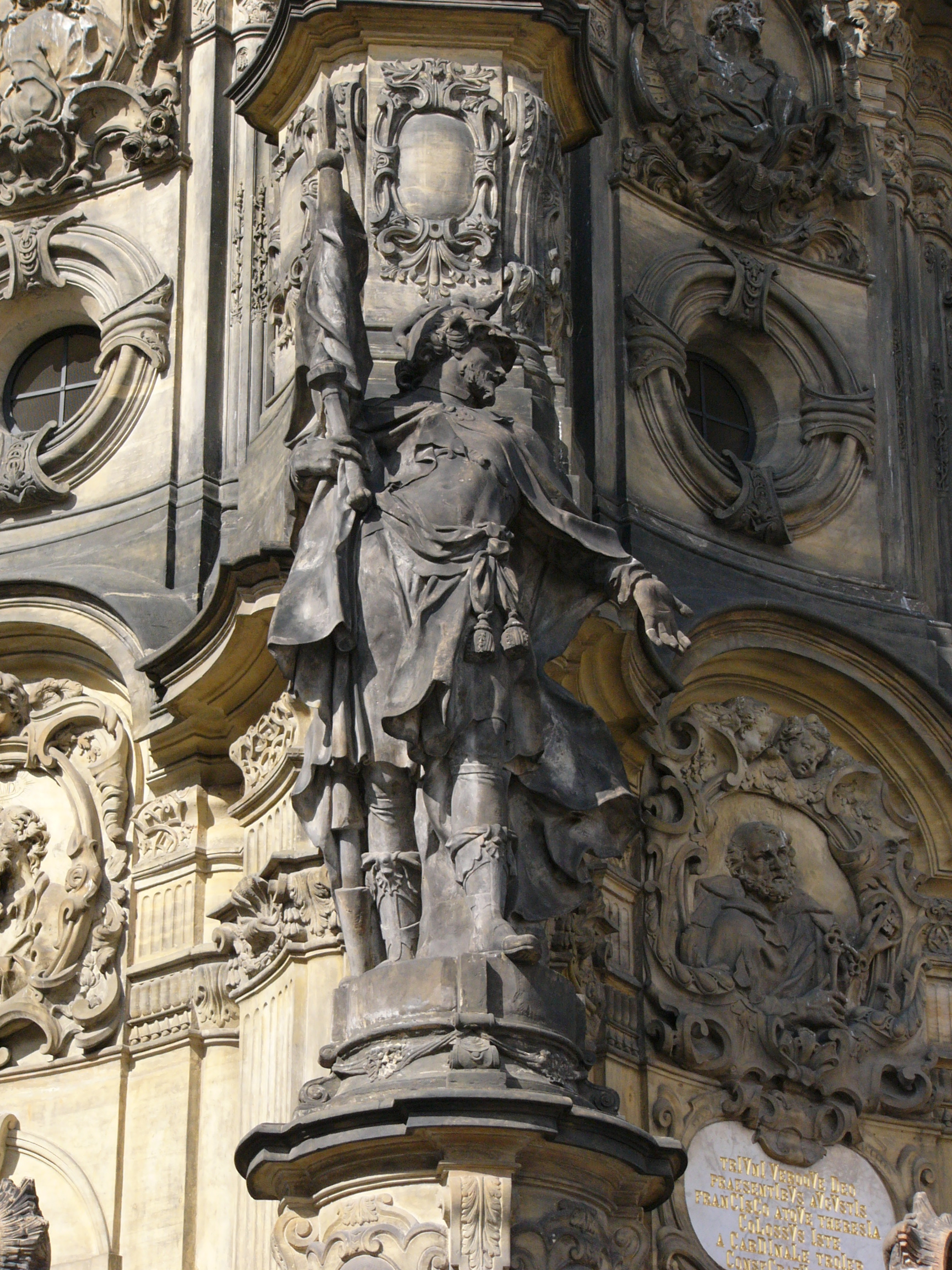
Escultura barroca del de san Mauricio en la Columna de la Santísima Trinidad en Olomouc, antes parte del Imperio austríaco, hoy en la República Checa.

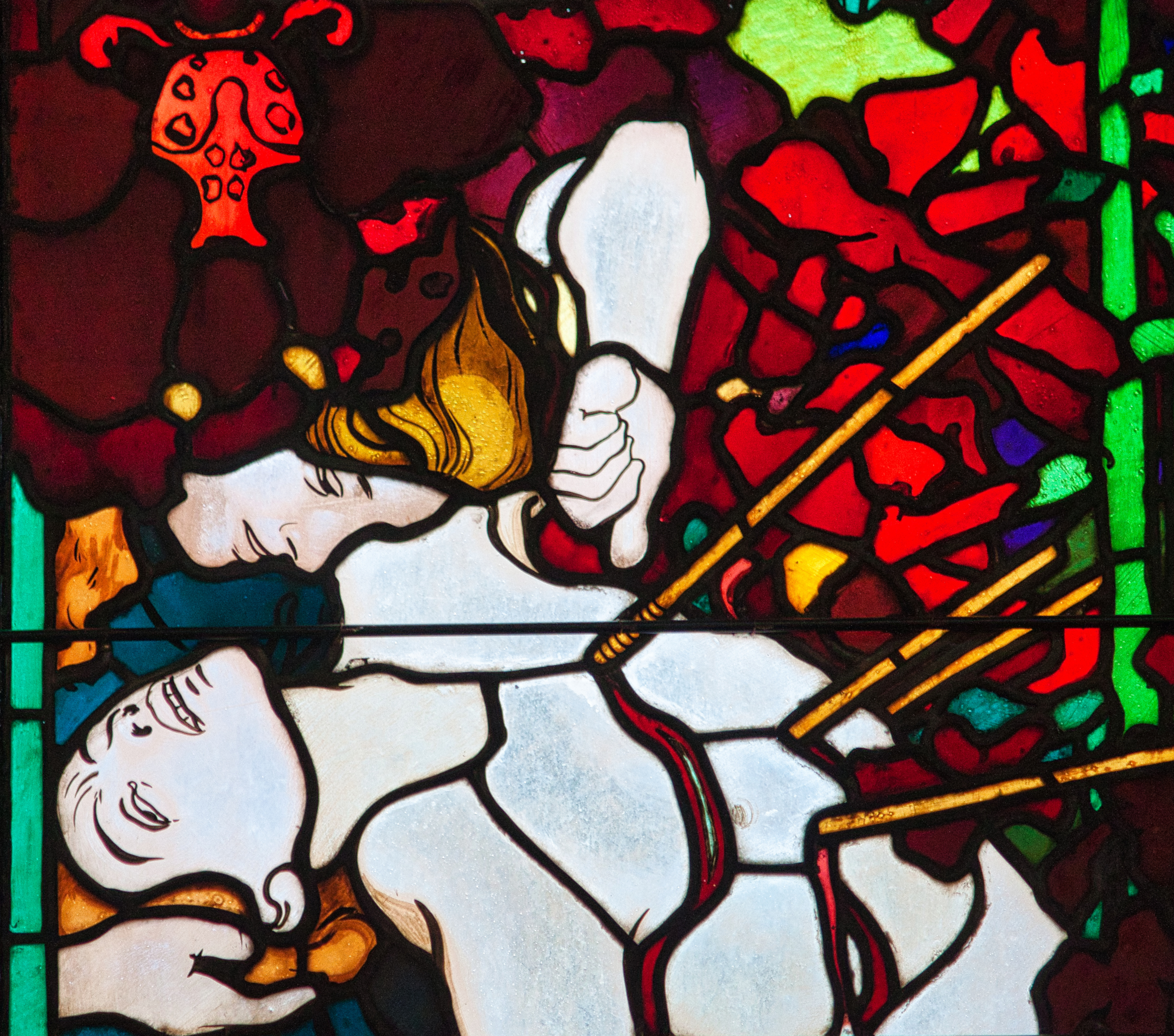
Detalle del Martirio de san Mauricio (1898 - 1899), por Józef Mehoffer, en Saint-Nicolas, Friburgo, Suiza.

San Mauricio se convirtió en el santo patrón de los emperadores del Sacro Imperio Romano Germánico. En 926, Enrique I de Sajonia (919-936) incluso cedió el actual cantón suizo de Aargau a la abadía, a cambio de la lanza, la espada y las espuelas de Mauricio. La espada y las espuelas de san Mauricio fueron parte de las insignias utilizadas en las coronaciones de los emperadores austro-húngaros hasta 1916, y se encuentran entre las insignias más importantes del trono imperial. Además, algunos de los emperadores fueron ungidos ante el Altar de san Mauricio en la Basílica de San Pedro. 
En 929, Enrique I de Sajonia celebró una reunión de la corte real (Reichsversammlung) en Magdeburgo. Al mismo tiempo, se fundó el Mauritius Kloster en honor a san Mauricio. En 961, Otto I, emperador del Sacro Imperio Romano Germánico, estaba construyendo y enriqueciendo la Catedral de Magdeburgo, que tenía como objetivo para su propia tumba. Con ese fin, en el año 961 de la Encarnación y en el año 25 de su reinado, en presencia de toda la nobleza, en la vigilia de Navidad, el cuerpo de san Mauricio le fue entregado en Ratisbona junto con los cuerpos de algunos de los compañeros del santo y porciones de otros santos. Tras ser enviadas a Magdeburgo, estas reliquias fueron recibidas con gran honor por una reunión de toda la población de la ciudad y de sus compatriotas. Allí todavía se las venera, por la salvación de la patria.
Mauricio se representa tradicionalmente con una armadura completa, y en Italia adornado con una cruz roja. En la cultura popular se le ha relacionado con la leyenda de la Lanza Sagrada, que se supone que llevó a la batalla; su nombre está grabado en la Santa Lanza de Viena, una de las varias reliquias que se reclaman como la lanza que atravesó el costado de Jesús en la cruz. San Mauricio da su nombre a la ciudad de St. Moritz, así como a numerosos lugares llamados Saint-Maurice en los países de habla francesa. El estado insular de Mauricio en el Océano Índico recibió su nombre de Mauricio, Príncipe de Orange, y no directamente del propio Mauricio.

Estandarte de la Orden de los Santos Mauricio y Lázaro.

Más de 650 fundaciones religiosas dedicadas a san Mauricio se pueden encontrar en Francia y otros países europeos. Solo en Suiza, se pueden encontrar siete iglesias o altares en Aargau, seis en el cantón de Lucerna, cuatro en el cantón de Solothurn y uno en Appenzell Innerrhoden (de hecho, su fiesta es una fiesta cantonal en Appenzell Innerrhoden). Entre ellos, son particularmente notables la Iglesia y Abadía de Saint-Maurice-en-Valais, la Iglesia de Saint Moritz en la Engadina y la Capilla del Monasterio de la Abadía de Einsiedeln, donde su nombre sigue siendo muy venerado. También se establecieron órdenes de caballería en su honor, incluida la Orden del Toisón de Oro, la Orden de los Santos Mauricio y Lázaro y la Orden de San Mauricio. Además, cincuenta y dos ciudades y pueblos de Francia han sido nombrados en su honor. 
Mauricio también era el santo patrón de una parroquia e iglesia católica en el distrito 9 de Nueva Orleans e incluía parte de la ciudad de Arabi en la parroquia de San Bernardo. La iglesia fue construida en 1856, pero fue devastada por los vientos y las inundaciones del huracán Katrina el 29 de agosto de 2005; el campanario de cobre se desprendió del edificio. Posteriormente, la iglesia fue desconsagrada en 2008, y la diócesis local la puso a la venta en 2011. Para 2014, un abogado local había comprado la propiedad para una organización artística local, después de lo cual el edificio sirvió como un lugar de arte y el espacio de culto para una iglesia bautista que había sido desplazada después del huracán. 
A su vez se le venera en una localidad española llamada Palazuelo de vedija,de la cual no se sabe el motivo por el que se eligió ese patrón, y se celebran las fiestas el 22 de septiembre en honor a san Mauricio, en la iglesia de la localidad se encuentran varias figuras y un gravado del martirio de san Mauricio en el retablo.
Durante unas obras en la catedral de Valladolid se encontró un estandarte de la orden de San Mauricio proveniente de Flandes,
El 19 de julio de 1941, el papa Pío XII declaró a san Mauricio patrón del ejército italiano de los Alpini (Cuerpo de infantería de montaña). Los Alpini han celebrado la fiesta de Mauricio todos los años desde entonces.
El Synaxarium de la Iglesia copta ortodoxa de Alejandría no menciona a san Mauricio, aunque hay varias iglesias coptas que llevan su nombre.

## Representación como hombre negro
San Mauricio empezó a ser representado como un hombre negro  en el siglo XII, además, su nombre en latín, Mauritius procedía de maurus (moreno u oscuro) de donde también la palabra "moro". La imagen más antigua conservada que muestra a San Mauricio como un hombre negro con armadura de caballero fue esculpida a mediados del siglo XIII en la catedral de Magdeburgo, junto a la tumba del emperador Otón I. Esta representación del santo fue la estándar en Alemania y Bohemia y llegó a su apogeo entre 1490 y 1530. Desapareció definitivamente a mediados del siglo XVI, según Suckale-Redlefsen, debido al desarrollo del comercio de esclavos del Atlántico que condujo a asociar la piel negra con ignorancia espiritual y 'otredad' cultural.